# Jean Pierre Joseph Bruyère
Pour les articles homonymes, voir Bruguière.
Jean Pierre Joseph Bruguière, dit Bruyère, né le 22 juin 1772 à Sommières dans le Gard et mort de ses blessures le 5 juin 1813 à Görlitz en royaume de Saxe, est un général français du Premier Empire.

## Biographie

### Études en médecine
Fils de Jean-Justin Bruguière, chirurgien en chef de l'armée d'Italie et de Marguerite Niel, Jean Pierre Joseph Bruguière se destine d'abord lui aussi à la profession médicale en commençant des études d'élève-chirurgien à l’hôpital de Bastia en 1786.

### Une carrière de soldat aux7e,6eet5ehussards
L'appel des armes est le plus fort et en février 1794, alors qu'il est aide-major à l’armée d'Italie, Bruguière s'engage comme simple chasseur à la 15e demi-brigade d'infanterie légère le 20 pluviôse an II (8 février 1794). Il sert ensuite à l’armée d'Italie jusqu'en 1800. En février 1795, il est promu sous-lieutenant, puis, en février 1797, adjoint aux adjudants-généraux le 1er nivôse an III (21 décembre 1794), attaché à la division Victor. Lieutenant le 16 pluviôse an IV (8 mars 1797), il devient aide de camp du chef d’état-major de l'armée d'Italie le général Berthier. Il se distingue à Klagenfurt le 30 mars et il est nommé capitaine à titre provisoire au 7e bis Hussards le 7 août 1797, ce grade étant confirmé en novembre suivant.
Aide de camp du général Joubert, il revient au service de Berthier, comme aide de camp, le 6 mars 1800. Le 14 juin 1800 intervient son premier haut fait d'armes : c'est en effet Bruguière qui sauve l'issue de la bataille de Marengo en allant chercher Desaix et en le ramenant sur le champ de bataille. Cette brillante conduite lui vaut d'être distingué et nommé le 8 août, chef d'escadron au 7e bis de hussards. Il monte ensuite très vite en grade, revient au 6e hussards le 19 septembre 1801, puis passe major au 5e de hussards le 29 octobre 1803 et sert, jusqu'en 1805 à l’armée des côtes de l'Océan.

### Commandant des chasseurs à cheval
Le 16 février 1805, il est nommé colonel du 23e chasseurs à cheval et sert en Italie dans la division du général Espagne, où il est blessé d'un coup de feu à la cuisse le 12 brumaire (3 novembre 1805). Au cours de la campagne de Prusse, il se fait de nouveau remarquer à la bataille d'Iéna le 14 octobre 1806. La récompense ne tarde pas puisque, le 30 décembre, il est promu général de brigade commandant la 3e brigade de chasseurs de la division Lasalle, et fait en cette qualité la guerre de Pologne.
Nouvelle action d'éclat, à la tête d'une brigade de cavalerie légère à Eylau le 8 février 1807 cette fois, en prenant part à la « charge des 80 escadrons », il contribue à mettre en déroute une colonne de 6 000 soldats russes. Un biscaïen qui passe entre son corps et son bras gauche lui occasionne une forte contusion. Il se signale encore à Braunsberg le 26 février 1807, et à Guttstadt le 9 juin 1807, où il charge avec la même bravoure et le même succès la cavalerie et l'infanterie russes.

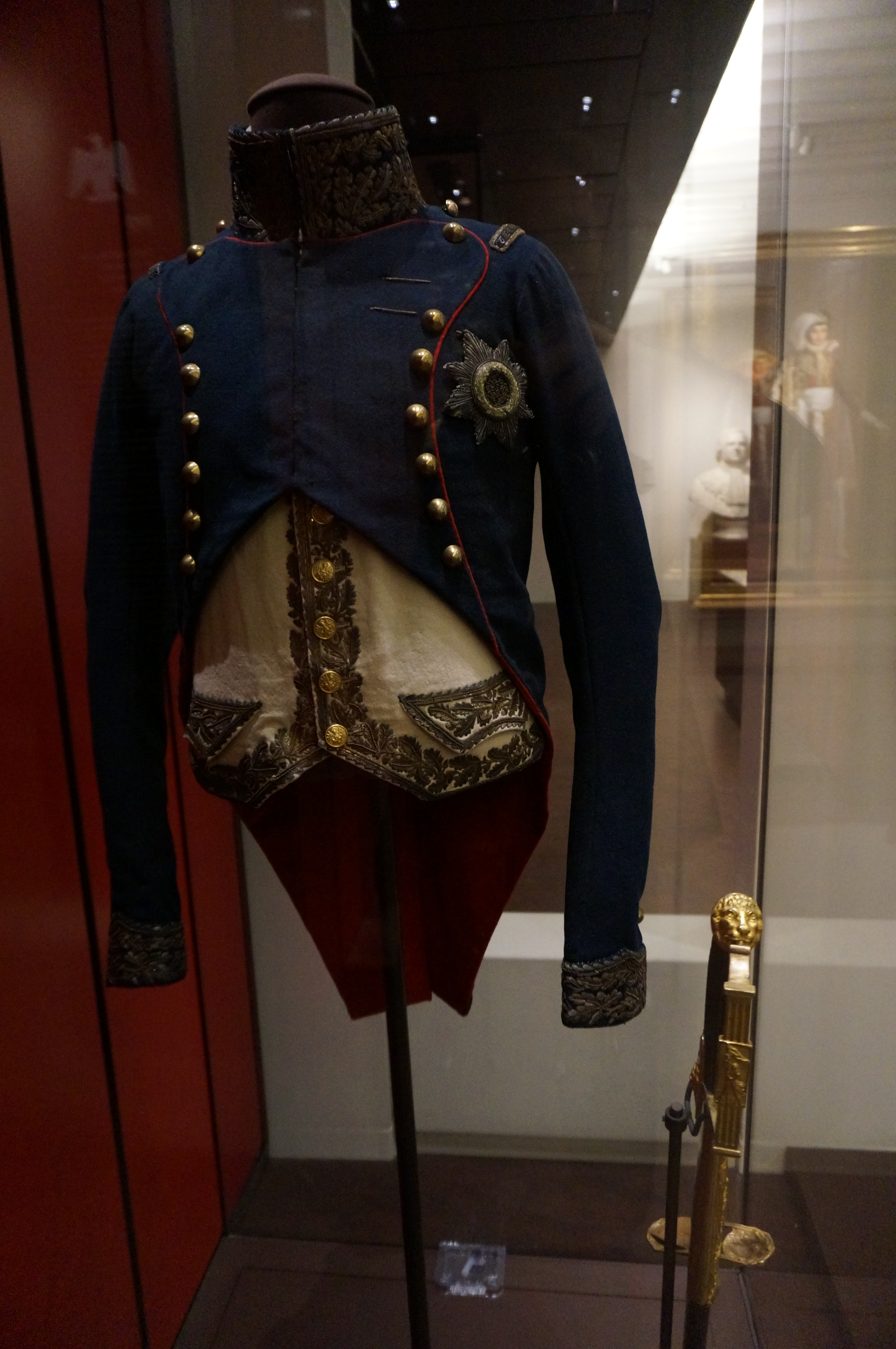
Habit du général Bruguière - Musée de l'Armée Paris

### Campagne d'Autriche (1809)
Fait officier de la Légion d'honneur le 11 juillet 1807, il a en 1808, le commandement d'une brigade de cavalerie légère à l'armée d'observation d'Allemagne et reçoit le titre de baron de l'Empire le 2 août 1808 sous le nom de « Bruyère ». Il sert à la Grande Armée en 1809. Il sert à Essling les 21 et 22 mai 1809, à la tête de la 1re brigade (13e chasseurs à cheval et 24e chasseurs à cheval) de la 2e division sous Montbrun. Il est nommé commandeur de la Légion d'honneur le 14 juin. On le retrouve à Wagram le 6 juillet 1809, où il remplace Marulaz à la tête de sa division. Il y est blessé à deux reprises, il reçoit deux coups de feu, l'un très-grave avec fracture à la cuisse droite, l'autre à l'épaule gauche. 
Cité à cette occasion comme un officier général de cavalerie de la plus haute espérance, l'Empereur l'élève au grade de général de division le 14 du même mois. Il se bat encore à Schöngraben le 10 juillet, mais doit bientôt rentrer en France pour soigner ses blessures. Il quitte l'armée le 28 août, mais à peine rétabli, il sollicite un commandement. L'Empereur lui donne la tête de la 1re division de grosse cavalerie de l'armée d'Allemagne, sous le maréchal Davout, le 17 octobre de la même année. Le 8 avril 1811, il prend le commandement d'une division de cavalerie légère. Le 15 janvier 1812, il commande la 1re division de cavalerie légère du 1er corps de cavalerie de Nansouty.

### Campagne de Russie
Pendant la campagne de Russie, il soutient sa réputation militaire. Il combat avec panache à Vilnius le 28 juin 1812 à la tête de sa division, il prend possession de la ville, poursuit l'ennemi sur la rive gauche de la Wilna et lui fait éprouver des pertes considérables. Le 25 juillet suivant, appuyé par la division du général Saint-Germain, il culbute la cavalerie ennemie à deux lieues en avant d'Ostrowno, lui enlève ses batteries et sabre l'infanterie qui s'avance pour soutenir son artillerie. L'ennemi abandonne au vainqueur huit pièces de canon et 600 prisonniers.

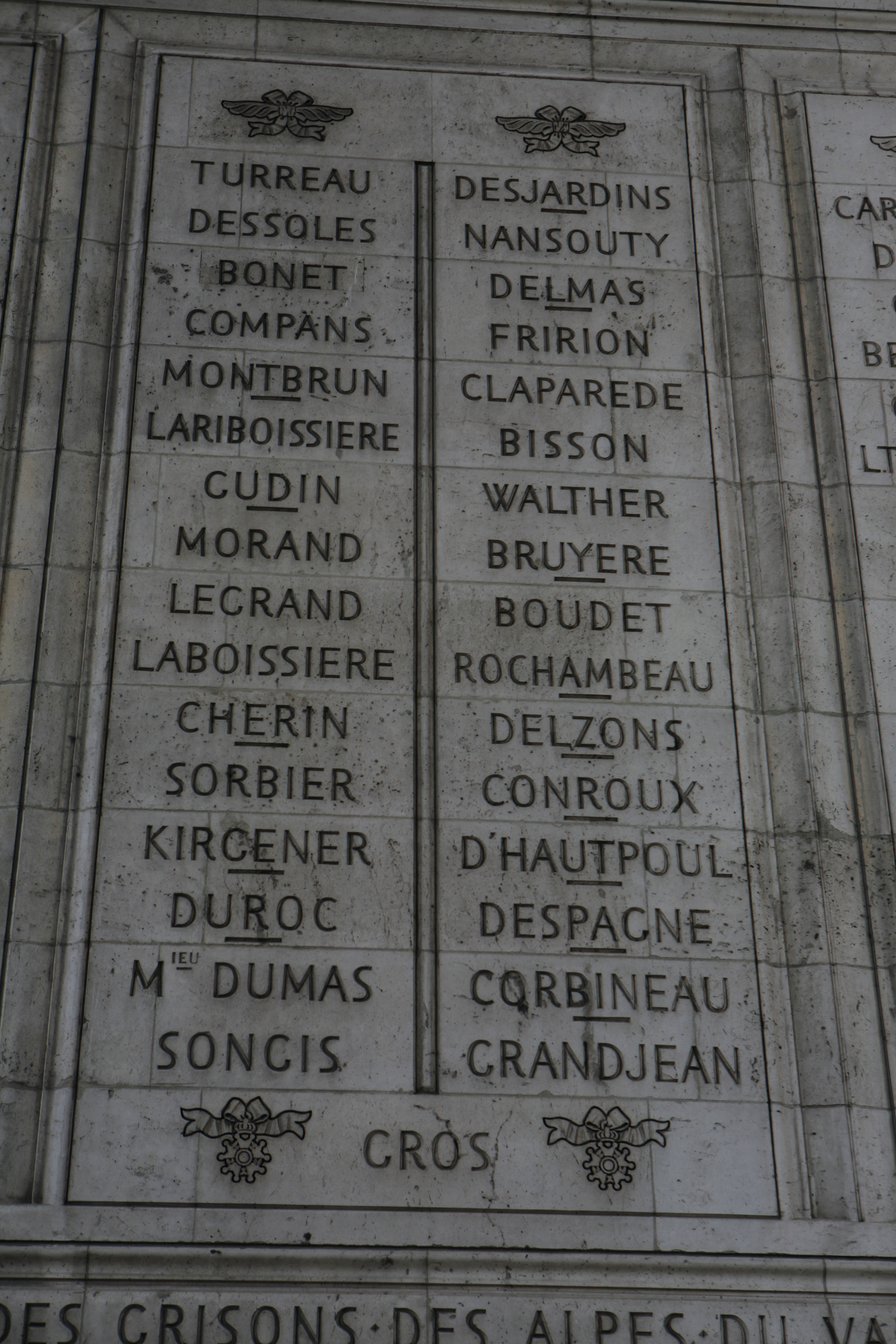
Noms gravés sous l'arc de triomphe de l'Étoile : pilier Est, 15e et 16e colonnes

À la bataille de Smolensk le 17 août, Bruguière avec sa division, après avoir chassé un gros corps de cavalerie russe et de Cosaques postés sur le plateau même de Sloboda-Raczenka, y prend position et s'y maintient malgré tous les efforts de l'ennemi. Le 7 septembre, à la Moskowa, il pénètre dans les masses ennemies et il y fait un horrible carnage. Il échappe aux désastres de la retraite et est employé en 1813 au commandement d'une division de cavalerie légère au 1er corps sous La Tour-Maubourg. Pendant la campagne d'Allemagne, il s'illustre à Bautzen et Wurschen, les 20 et 21 mai 1813.

### Héros de la bataille de Reichenbach
Le 22 mai 1813, à Reichenbach, Bruguière a les deux jambes emportées par un boulet et meurt des suites de ses blessures à Görlitz en Silésie le 5 juin 1813.
Il a épousé Joséphine Thérèse Virginie Berthier, fille du général César Berthier et nièce du maréchal Louis-Alexandre Berthier, Prince de Wagram, à Savone le 15 novembre 1810. Par cette alliance, il est le beau-frère du célèbre général Lasalle. Son nom de guerre est gravé sur la 16e colonne du pilier Est de l'Arc de Triomphe à Paris. Bruguière avait été fait comte de l'Empire le 23 août 1812 (lettres non enregistrées).

## Armoiries
| Figure | Blasonnement |
|        | Armes du baron « Bruyère » et de l'Empire (décret du 19 mars 1808, lettres patentes du 2 août 1808 (Bordeaux)). Au premier et quatrième fascé d'argent et de sinople de six pièces; au deuxième de gueules au signe des barons militaires; au troisième d'or à trois molettes d'éperon de gueules, deux et une., Livrées : rouge, jaune, noir, blanc et vert; cette dernière couleur dans les bordures seulement. |